# St. Michael (Herbolzheim, katholisch)

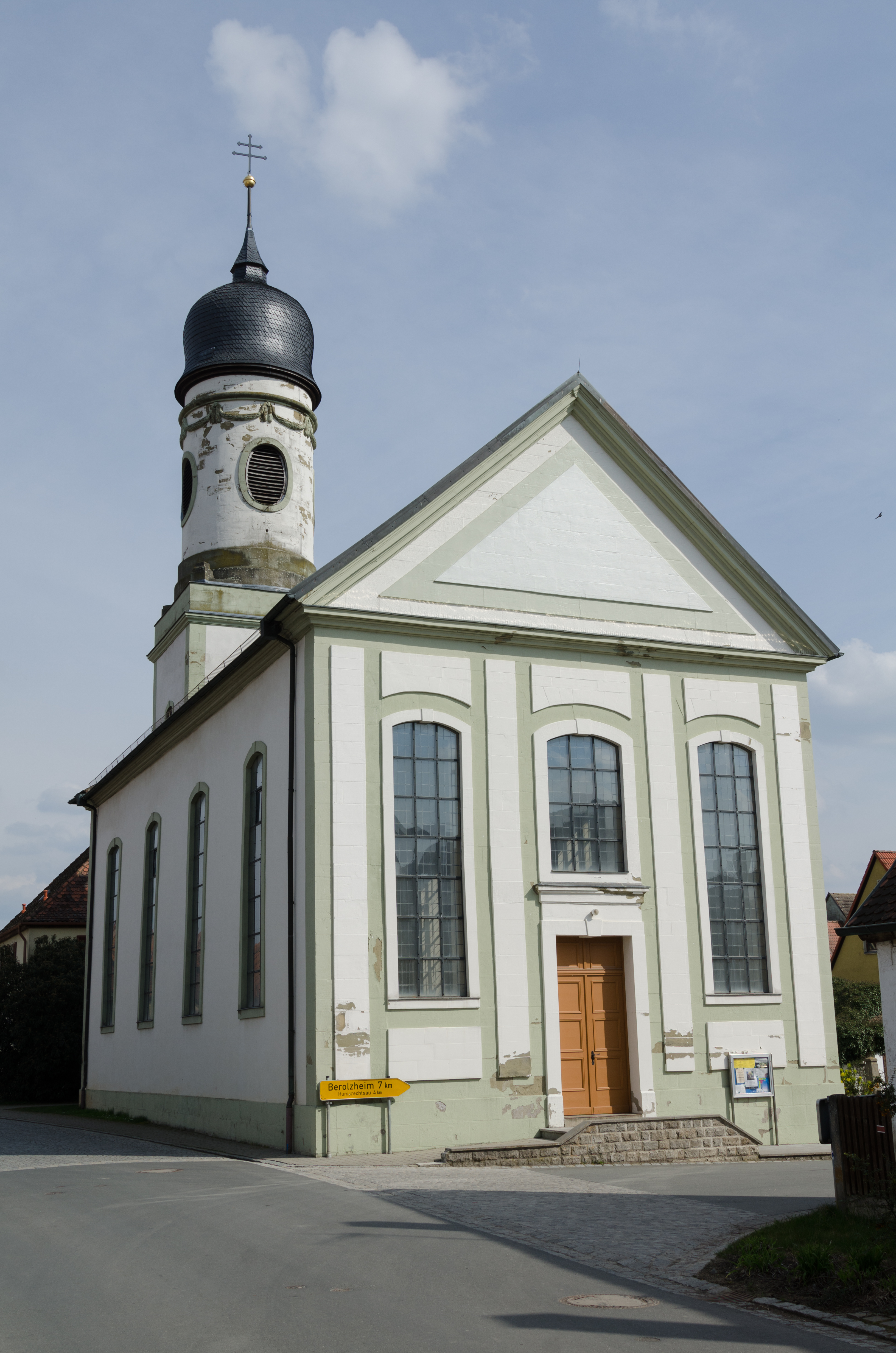
St. Michael (Herbolzheim, katholisch)

Die römisch-katholische, denkmalgeschützte Pfarrkirche St. Michael steht in Herbolzheim, einem Gemeindeteil des Marktes Nordheim im Landkreis Neustadt an der Aisch-Bad Windsheim (Mittelfranken, Bayern). Das Bauwerk ist unter der Denkmalnummer D-5-75-146-17 als Baudenkmal in der Bayerischen Denkmalliste eingetragen. Die Pfarrei gehört zum Seelsorgebereich Oberer Aischgrund im Dekanat Ansbach des Erzbistums Bamberg. Die Kirche ist nicht zu verwechseln mit der evangelischen Kirche Herbolzheims, der gleichnamigen St.-Michaelskirche.

## Beschreibung
Die 1798 gebaute Saalkirche wurde nach der Zerstörung im Zweiten Weltkrieg wiederaufgebaut. Das mit einem Satteldach bedeckte Langhaus aus vier Jochen ist an den Ecken mit Lisenen versehen. Auf den drei unteren Geschossen des quadratischen Kirchturms im Osten sitzt ein mit einem Feston verzierter runder Aufsatz mit Ochsenaugen in vier Richtungen, das mit einer Zwiebelhaube bedeckt ist. Die mit Lisenen in drei Bereiche gegliederte Fassade im Westen beherbergt in der Mitte das Portal.